# VM i landevejscykling 2022 – Linjeløb (herrer)
Herrernes linjeløb ved VM i landevejscykling 2022 var den 89. udgave af mesterskabet. Det 266,9 km lange linjeløb med 3945 højdemeter blev afholdt søndag den 25. september 2022 med start i Helensburgh og mål nær marinekysten i Wollongong.

## Hold og ryttere
| Landshold (50)- Frankrig - Ecuador - Belgien - Spanien - Holland - Slovenien - Danmark - Storbritannien - Colombia - Australien - Italien - Schweiz - Norge - Tyskland - Eritrea - USA - Portugal - Sydafrika - Canada - New Zealand - Polen - Tjekkiet - Østrig - Kasakhstan - Letland - Luxembourg - Ungarn - Ukraine - Argentina - Slovakiet - Mongoliet - Japan - Litauen - Sverige - Panama - Grækenland - Marokko - Israel - Usbekistan - Tyrkiet - Brasilien - Rwanda - Thailand - Serbien - Hongkong - Kina - Sydkorea - Monaco - Malta - Vatikanstaten |
| |

### Danske ryttere
- Jakob Fuglsang
- Mattias Skjelmose
- Magnus Cort
- Michael Mørkøv
- Mikkel Honoré
- Anthon Charmig
- Mikkel Bjerg
- Alexander Kamp[2][3]

## Resultater
| \| Samlede stilling \| Samlede stilling \| Samlede stilling \| Samlede stilling \| Samlede stilling \| \| Rytter \| Rytter \| Hold \| Tid \| \| \| ---------------- \| ------------------- \| ---------------- \| ---------------- \| ---------------- \| \| 1. \| Remco Evenepoel \| Belgien \| 6t 16' 08" \| \| \| 2. \| Christophe Laporte \| Frankrig \| + 2' 21" \| \| \| 3. \| Michael Matthews \| Australien \| + 2' 21" \| \| \| 4. \| Wout van Aert \| Belgien \| + 2' 21" \| \| \| 5. \| Matteo Trentin \| Italien \| + 2' 21" \| \| \| 6. \| Alexander Kristoff \| Norge \| + 2' 21" \| \| \| 7. \| Peter Sagan \| Slovakiet \| + 2' 21" \| \| \| 8. \| Alberto Bettiol \| Italien \| + 2' 21" \| \| \| 9. \| Ethan Hayter \| Storbritannien \| + 2' 21" \| \| \| 10. \| Mattias Skjelmose \| Danmark \| + 2' 21" \| \| \| 11. \| Iván García Cortina \| Spanien \| + 2' 21" \| \| \| 12. \| Jan Tratnik \| Slovenien \| + 2' 21" \| \| \| 13. \| Lorenzo Rota \| Italien \| + 2' 21" \| \| \| 14. \| Ben Tulett \| Storbritannien \| + 2' 21" \| \| \| 15. \| Mikkel Honoré \| Danmark \| + 2' 21" \| \| \| 16. \| Rasmus Tiller \| Norge \| + 2' 21" \| \| \| 17. \| Mauro Schmid \| Schweiz \| + 2' 21" \| \| \| 18. \| Neilson Powless \| USA \| + 2' 21" \| \| \| 19. \| Tadej Pogačar \| Slovenien \| + 2' 21" \| \| \| 20. \| Stefan Küng \| Schweiz \| + 2' 21" \| \| |                     |                |            |
| |                     |                |            |
| Kilde: ProCyclingStats |                     |                |            |
| Samlede stilling |                     |                |            |
| Rytter | Rytter              | Hold           | Tid        |
| 1. | Remco Evenepoel     | Belgien        | 6t 16' 08" |
| 2. | Christophe Laporte  | Frankrig       | + 2' 21"   |
| 3. | Michael Matthews    | Australien     | + 2' 21"   |
| 4. | Wout van Aert       | Belgien        | + 2' 21"   |
| 5. | Matteo Trentin      | Italien        | + 2' 21"   |
| 6. | Alexander Kristoff  | Norge          | + 2' 21"   |
| 7. | Peter Sagan         | Slovakiet      | + 2' 21"   |
| 8. | Alberto Bettiol     | Italien        | + 2' 21"   |
| 9. | Ethan Hayter        | Storbritannien | + 2' 21"   |
| 10. | Mattias Skjelmose   | Danmark        | + 2' 21"   |
| 11. | Iván García Cortina | Spanien        | + 2' 21"   |
| 12. | Jan Tratnik         | Slovenien      | + 2' 21"   |
| 13. | Lorenzo Rota        | Italien        | + 2' 21"   |
| 14. | Ben Tulett          | Storbritannien | + 2' 21"   |
| 15. | Mikkel Honoré       | Danmark        | + 2' 21"   |
| 16. | Rasmus Tiller       | Norge          | + 2' 21"   |
| 17. | Mauro Schmid        | Schweiz        | + 2' 21"   |
| 18. | Neilson Powless     | USA            | + 2' 21"   |
| 19. | Tadej Pogačar       | Slovenien      | + 2' 21"   |
| 20. | Stefan Küng         | Schweiz        | + 2' 21"   |

## Startliste
| Frankrig FRA | Frankrig FRA       | Frankrig FRA |
| ------------ | ------------------ | ------------ |
| Nr.          | Rytter             | Placering    |
| 1            | Julian Alaphilippe | 51.          |
| 2            | Benoît Cosnefroy   | 26.          |
| 3            | Bruno Armirail     | DNF          |
| 4            | Christophe Laporte | 2.           |
| 5            | Florian Sénéchal   | 90.          |
| 6            | Pavel Sivakov      | 101.         |
| 7            | Quentin Pacher     | 80.          |
| 8            | Romain Bardet      | 22.          |
| 9            | Valentin Madouas   | 29.          |

| Ecuador ECU | Ecuador ECU      | Ecuador ECU |
| ----------- | ---------------- | ----------- |
| Nr.         | Rytter           | Placering   |
| 10          | Jhonatan Narváez | 32.         |

| Belgien BEL | Belgien BEL          | Belgien BEL |
| ----------- | -------------------- | ----------- |
| Nr.         | Rytter               | Placering   |
| 11          | Jasper Stuyven       | 47.         |
| 12          | Nathan Van Hooydonck | 43.         |
| 13          | Pieter Serry         | DNF         |
| 14          | Quinten Hermans      | 34.         |
| 15          | Remco Evenepoel      | 1.          |
| 16          | Stan Dewulf          | 98.         |
| 17          | Wout van Aert        | 4.          |
| 18          | Yves Lampaert        | 48.         |

| Spanien ESP | Spanien ESP         | Spanien ESP |
| ----------- | ------------------- | ----------- |
| Nr.         | Rytter              | Placering   |
| 19          | Eduard Prades       | 87.         |
| 20          | Gotzon Martín       | DNF         |
| 21          | Iván García Cortina | 11.         |
| 22          | Jesús Ezquerra      | 75.         |
| 23          | Marc Soler          | 82.         |
| 24          | Oier Lazkano        | DNF         |
| 25          | Roger Adrià         | 77.         |
| 26          | Urko Berrade        | DNF         |

| Holland NED | Holland NED          | Holland NED |
| ----------- | -------------------- | ----------- |
| Nr.         | Rytter               | Placering   |
| 27          | Bauke Mollema        | 25.         |
| 28          | Daan Hoole           | 99.         |
| 29          | Dylan van Baarle     | 27.         |
| 30          | Jan Maas             | 61.         |
| 31          | Mathieu van der Poel | DNF         |
| 32          | Pascal Eenkhoorn     | 28.         |
| 33          | Taco van der Hoorn   | DNF         |
| 34          | Wout Poels           | 81.         |

| Slovenien SLO | Slovenien SLO | Slovenien SLO |
| ------------- | ------------- | ------------- |
| Nr.           | Rytter        | Placering     |
| 35            | David Per     | DNF           |
| 36            | Domen Novak   | DNF           |
| 37            | Jaka Primožič | 68.           |
| 38            | Jan Polanc    | 30.           |
| 39            | Jan Tratnik   | 12.           |
| 40            | Tadej Pogačar | 19.           |

| Danmark DEN | Danmark DEN       | Danmark DEN |
| ----------- | ----------------- | ----------- |
| Nr.         | Rytter            | Placering   |
| 41          | Alexander Kamp    | 57.         |
| 42          | Anthon Charmig    | 70.         |
| 43          | Jakob Fuglsang    | 56.         |
| 44          | Magnus Cort       | 35.         |
| 45          | Mattias Skjelmose | 10.         |
| 46          | Michael Mørkøv    | 55.         |
| 47          | Mikkel Bjerg      | 92.         |
| 48          | Mikkel Honoré     | 15.         |

| Storbritannien GBR | Storbritannien GBR | Storbritannien GBR |
| ------------------ | ------------------ | ------------------ |
| Nr.                | Rytter             | Placering          |
| 49                 | Ben Swift          | 79.                |
| 50                 | Ben Tulett         | 14.                |
| 51                 | Ben Turner         | 100.               |
| 52                 | Connor Swift       | 103.               |
| 53                 | Ethan Hayter       | 9.                 |
| 54                 | Fred Wright        | 53.                |
| 55                 | Jake Stewart       | 102.               |
| 56                 | Luke Rowe          | DNF                |

| Colombia COL | Colombia COL               | Colombia COL |
| ------------ | -------------------------- | ------------ |
| Nr.          | Rytter                     | Placering    |
| 57           | Harold Tejada              | DNF          |
| 58           | Sebastián Molano           | DNF          |
| 59           | Nairo Quintana             | 66.          |
| 60           | Rodrigo Contreras          | DNF          |
| 61           | Sergio Higuita             | 31.          |
| 62           | Wilson Estiben Peña Molano | 93.          |

| Australien AUS | Australien AUS    | Australien AUS |
| -------------- | ----------------- | -------------- |
| Nr.            | Rytter            | Placering      |
| 63             | Ben O'Connor      | DNF            |
| 64             | Heinrich Haussler | 67.            |
| 65             | Jai Hindley       | 49.            |
| 66             | Luke Plapp        | DNF            |
| 67             | Luke Durbridge    | DNF            |
| 68             | Michael Matthews  | 3.             |
| 69             | Nick Schultz      | 91.            |
| 70             | Simon Clarke      | 50.            |

| Italien ITA | Italien ITA         | Italien ITA |
| ----------- | ------------------- | ----------- |
| Nr.         | Rytter              | Placering   |
| 71          | Alberto Bettiol     | 8.          |
| 72          | Andrea Bagioli      | 46.         |
| 73          | Davide Ballerini    | 63.         |
| 74          | Edoardo Affini      | DNF         |
| 75          | Lorenzo Rota        | 13.         |
| 76          | Matteo Trentin      | 5.          |
| 77          | Nicola Conci        | 33.         |
| 78          | Samuele Battistella | 85.         |

| Schweiz SUI | Schweiz SUI      | Schweiz SUI |
| ----------- | ---------------- | ----------- |
| Nr.         | Rytter           | Placering   |
| 79          | Fabian Lienhard  | 89.         |
| 80          | Mauro Schmid     | 17.         |
| 81          | Silvan Dillier   | 38.         |
| 82          | Simon Pellaud    | 88.         |
| 83          | Stefan Bissegger | DNF         |
| 84          | Stefan Küng      | 20.         |

| Norge NOR | Norge NOR          | Norge NOR |
| --------- | ------------------ | --------- |
| Nr.       | Rytter             | Placering |
| 85        | Alexander Kristoff | 6.        |
| 86        | Anders Skaarseth   | 41.       |
| 87        | Andreas Leknessund | 94.       |
| 88        | Rasmus Tiller      | 16.       |
| 89        | Sven Erik Bystrøm  | 37.       |
| 90        | Tobias Foss        | 84.       |

| Tyskland GER | Tyskland GER     | Tyskland GER |
| ------------ | ---------------- | ------------ |
| Nr.          | Rytter           | Placering    |
| 91           | Georg Zimmermann | DNF          |
| 92           | Jannik Steimle   | 72.          |
| 93           | Jonas Koch       | DNF          |
| 94           | Miguel Heidemann | DNF          |
| 95           | Nico Denz        | DNF          |
| 96           | Nikias Arndt     | 52.          |

| Eritrea ERI | Eritrea ERI             | Eritrea ERI |
| ----------- | ----------------------- | ----------- |
| Nr.         | Rytter                  | Placering   |
| 97          | Amanuel Ghebreigzabhier | DNF         |
| 98          | Biniam Girmay           | 54.         |
| 99          | Henok Mulubrhan         | DNF         |
| 100         | Merhawi Kudus           | 69.         |
| 101         | Metkel Eyob             | DNF         |
| 102         | Natnael Tesfatsion      | DNF         |

| USA USA | USA USA          | USA USA   |
| ------- | ---------------- | --------- |
| Nr.     | Rytter           | Placering |
| 103     | Keegan Swenson   | 73.       |
| 104     | Kyle Murphy      | DNF       |
| 105     | Magnus Sheffield | 78.       |
| 106     | Neilson Powless  | 18.       |
| 107     | Scott McGill     | 86.       |

| Portugal POR | Portugal POR    | Portugal POR |
| ------------ | --------------- | ------------ |
| Nr.          | Rytter          | Placering    |
| 108          | Ivo Oliveira    |              |
| 109          | João Almeida    |              |
| 110          | Nelson Oliveira |              |
| 111          | Rui Oliveira    |              |

| Sydafrika RSA | Sydafrika RSA | Sydafrika RSA |
| ------------- | ------------- | ------------- |
| Nr.           | Rytter        | Placering     |
| 112           | Daryl Impey   | 74.           |
| 113           | Gustav Basson | DNF           |
| 114           | Marc Pritzen  | DNF           |

| Canada CAN | Canada CAN        | Canada CAN |
| ---------- | ----------------- | ---------- |
| Nr.        | Rytter            | Placering  |
| 115        | Derek Gee         | DNF        |
| 116        | Matteo Dal-Cin    | DNF        |
| 117        | Nickolas Zukowsky | 36.        |
| 118        | Pier-André Côté   | DNF        |

| New Zealand NZL | New Zealand NZL | New Zealand NZL |
| --------------- | --------------- | --------------- |
| Nr.             | Rytter          | Placering       |
| 119             | James Fouché    |                 |

| Polen POL | Polen POL             | Polen POL |
| --------- | --------------------- | --------- |
| Nr.       | Rytter                | Placering |
| 120       | Łukasz Owsian         | 96.       |
| 121       | Maciej Bodnar         | DNF       |
| 122       | Stanisław Aniołkowski | 76.       |

| Tjekkiet CZE | Tjekkiet CZE   | Tjekkiet CZE |
| ------------ | -------------- | ------------ |
| Nr.          | Rytter         | Placering    |
| 123          | Jan Hirt       | DNF          |
| 124          | Michael Kukrle | 59.          |
| 125          | Zdeněk Štybar  | 42.          |

| Østrig AUT | Østrig AUT            | Østrig AUT |
| ---------- | --------------------- | ---------- |
| Nr.        | Rytter                | Placering  |
| 126        | Felix Gall            | 97.        |
| 127        | Sebastian Schönberger | 40.        |
| 128        | Tobias Bayer          | 62.        |

| Kasakhstan KAZ | Kasakhstan KAZ   | Kasakhstan KAZ |
| -------------- | ---------------- | -------------- |
| Nr.            | Rytter           | Placering      |
| 129            | Aleksej Lutsenko | 24.            |
| 130            | Vadim Pronskij   | DNF            |
| 131            | Jurij Natarov    | DNF            |

| Letland LAT | Letland LAT   | Letland LAT |
| ----------- | ------------- | ----------- |
| Nr.         | Rytter        | Placering   |
| 132         | Emīls Liepiņš | 58.         |

| Luxembourg LUX | Luxembourg LUX     | Luxembourg LUX |
| -------------- | ------------------ | -------------- |
| Nr.            | Rytter             | Placering      |
| 133            | Bob Jungels        | 45.            |
| 134            | Colin Heiderscheid | DNF            |
| 135            | Kevin Geniets      | 21.            |
| 136            | Luc Wirtgen        | 95.            |

| Ungarn HUN | Ungarn HUN    | Ungarn HUN |
| ---------- | ------------- | ---------- |
| Nr.        | Rytter        | Placering  |
| 137        | Attila Valter | 23.        |

| Ukraine UKR | Ukraine UKR         | Ukraine UKR |
| ----------- | ------------------- | ----------- |
| Nr.         | Rytter              | Placering   |
| 138         | Vitalii Novakowskyi | DNF         |
| 139         | Vitalij Buts        | DNF         |

| Argentina ARG | Argentina ARG     | Argentina ARG |
| ------------- | ----------------- | ------------- |
| Nr.           | Rytter            | Placering     |
| 140           | Eduardo Sepúlveda | 71.           |

| Slovakiet SVK | Slovakiet SVK | Slovakiet SVK |
| ------------- | ------------- | ------------- |
| Nr.           | Rytter        | Placering     |
| 141           | Juraj Sagan   | DNF           |
| 142           | Marek Čanecký | 65.           |
| 143           | Matúš Štoček  | 64.           |
| 144           | Peter Sagan   | 7.            |

| Mongoliet MGL | Mongoliet MGL           | Mongoliet MGL |
| ------------- | ----------------------- | ------------- |
| Nr.           | Rytter                  | Placering     |
| 145           | Bilguunjargal Erdenebat | DNF           |
| 146           | Jambaljamts Sainbayar   | DNF           |

| Japan JPN | Japan JPN       | Japan JPN |
| --------- | --------------- | --------- |
| Nr.       | Rytter          | Placering |
| 147       | Yukiya Arashiro | 39.       |

| Litauen LTU | Litauen LTU      | Litauen LTU |
| ----------- | ---------------- | ----------- |
| Nr.         | Rytter           | Placering   |
| 148         | Venantas Lašinis | DNF         |

| Sverige SWE | Sverige SWE       | Sverige SWE |
| ----------- | ----------------- | ----------- |
| Nr.         | Rytter            | Placering   |
| 149         | Tobias Ludvigsson | DNF         |

| Panama PAN | Panama PAN        | Panama PAN |
| ---------- | ----------------- | ---------- |
| Nr.        | Rytter            | Placering  |
| 150        | Bolivar Espinosa  | DNF        |
| 151        | Christofer Jurado | DNF        |

| Grækenland GRE | Grækenland GRE   | Grækenland GRE |
| -------------- | ---------------- | -------------- |
| Nr.            | Rytter           | Placering      |
| 152            | Geórgios Boúglas | DNF            |

| Marokko MAR | Marokko MAR      | Marokko MAR |
| ----------- | ---------------- | ----------- |
| Nr.         | Rytter           | Placering   |
| 153         | Achraf Ed Doghmy | DNF         |

| Israel ISR | Israel ISR | Israel ISR |
| ---------- | ---------- | ---------- |
| Nr.        | Rytter     | Placering  |
| 154        | Guy Sagiv  | DNF        |

| Usbekistan UZB | Usbekistan UZB      | Usbekistan UZB |
| -------------- | ------------------- | -------------- |
| Nr.            | Rytter              | Placering      |
| 155            | Muradjan Halmuratov | DNF            |

| Tyrkiet TUR | Tyrkiet TUR   | Tyrkiet TUR |
| ----------- | ------------- | ----------- |
| Nr.         | Rytter        | Placering   |
| 156         | Mustafa Sayar | DNF         |

| Brasilien BRA | Brasilien BRA   | Brasilien BRA |
| ------------- | --------------- | ------------- |
| Nr.           | Rytter          | Placering     |
| 157           | Nícolas Sessler | DNF           |

| Rwanda RWA | Rwanda RWA      | Rwanda RWA |
| ---------- | --------------- | ---------- |
| Nr.        | Rytter          | Placering  |
| 158        | Eric Manizabayo | DNF        |
| 159        | Moïse Mugisha   | DNF        |

| Thailand THA | Thailand THA             | Thailand THA |
| ------------ | ------------------------ | ------------ |
| Nr.          | Rytter                   | Placering    |
| 160          | Peerapol Chawchiangkwang | DNF          |
| 161          | Sarawut Sirironnachai    | DNF          |

| Serbien SRB | Serbien SRB | Serbien SRB |
| ----------- | ----------- | ----------- |
| Nr.         | Rytter      | Placering   |
| 162         | Ognjen Ilić | DNF         |

| Hongkong HKG | Hongkong HKG  | Hongkong HKG |
| ------------ | ------------- | ------------ |
| Nr.          | Rytter        | Placering    |
| 163          | Choi Hiu Fung | DNF          |

| Kina CHN | Kina CHN           | Kina CHN  |
| -------- | ------------------ | --------- |
| Nr.      | Rytter             | Placering |
| 164      | Bieken Nazaerbieke | DNF       |
| 165      | Lyu Xianjing       | DNF       |

| Sydkorea KOR | Sydkorea KOR  | Sydkorea KOR |
| ------------ | ------------- | ------------ |
| Nr.          | Rytter        | Placering    |
| 166          | Jang Kyung-gu | DNF          |

| Monaco MON | Monaco MON     | Monaco MON |
| ---------- | -------------- | ---------- |
| Nr.        | Rytter         | Placering  |
| 167        | Antoine Berlin | DNF        |

| Malta MLT | Malta MLT      | Malta MLT |
| --------- | -------------- | --------- |
| Nr.       | Rytter         | Placering |
| 168       | Daniel Bonello | DNF       |

| Vatikanstaten VAT | Vatikanstaten VAT | Vatikanstaten VAT |
| ----------------- | ----------------- | ----------------- |
| Nr.               | Rytter            | Placering         |
| 169               | Rien Schuurhuis   | DNF               |

| Frankrig FRA | Frankrig FRA       | Frankrig FRA |
| ------------ | ------------------ | ------------ |
| Nr.          | Rytter             | Placering    |
| 1            | Julian Alaphilippe | 51.          |
| 2            | Benoît Cosnefroy   | 26.          |
| 3            | Bruno Armirail     | DNF          |
| 4            | Christophe Laporte | 2.           |
| 5            | Florian Sénéchal   | 90.          |
| 6            | Pavel Sivakov      | 101.         |
| 7            | Quentin Pacher     | 80.          |
| 8            | Romain Bardet      | 22.          |
| 9            | Valentin Madouas   | 29.          |

| Ecuador ECU | Ecuador ECU      | Ecuador ECU |
| ----------- | ---------------- | ----------- |
| Nr.         | Rytter           | Placering   |
| 10          | Jhonatan Narváez | 32.         |

| Belgien BEL | Belgien BEL          | Belgien BEL |
| ----------- | -------------------- | ----------- |
| Nr.         | Rytter               | Placering   |
| 11          | Jasper Stuyven       | 47.         |
| 12          | Nathan Van Hooydonck | 43.         |
| 13          | Pieter Serry         | DNF         |
| 14          | Quinten Hermans      | 34.         |
| 15          | Remco Evenepoel      | 1.          |
| 16          | Stan Dewulf          | 98.         |
| 17          | Wout van Aert        | 4.          |
| 18          | Yves Lampaert        | 48.         |

| Spanien ESP | Spanien ESP         | Spanien ESP |
| ----------- | ------------------- | ----------- |
| Nr.         | Rytter              | Placering   |
| 19          | Eduard Prades       | 87.         |
| 20          | Gotzon Martín       | DNF         |
| 21          | Iván García Cortina | 11.         |
| 22          | Jesús Ezquerra      | 75.         |
| 23          | Marc Soler          | 82.         |
| 24          | Oier Lazkano        | DNF         |
| 25          | Roger Adrià         | 77.         |
| 26          | Urko Berrade        | DNF         |

| Holland NED | Holland NED          | Holland NED |
| ----------- | -------------------- | ----------- |
| Nr.         | Rytter               | Placering   |
| 27          | Bauke Mollema        | 25.         |
| 28          | Daan Hoole           | 99.         |
| 29          | Dylan van Baarle     | 27.         |
| 30          | Jan Maas             | 61.         |
| 31          | Mathieu van der Poel | DNF         |
| 32          | Pascal Eenkhoorn     | 28.         |
| 33          | Taco van der Hoorn   | DNF         |
| 34          | Wout Poels           | 81.         |

| Slovenien SLO | Slovenien SLO | Slovenien SLO |
| ------------- | ------------- | ------------- |
| Nr.           | Rytter        | Placering     |
| 35            | David Per     | DNF           |
| 36            | Domen Novak   | DNF           |
| 37            | Jaka Primožič | 68.           |
| 38            | Jan Polanc    | 30.           |
| 39            | Jan Tratnik   | 12.           |
| 40            | Tadej Pogačar | 19.           |

| Danmark DEN | Danmark DEN       | Danmark DEN |
| ----------- | ----------------- | ----------- |
| Nr.         | Rytter            | Placering   |
| 41          | Alexander Kamp    | 57.         |
| 42          | Anthon Charmig    | 70.         |
| 43          | Jakob Fuglsang    | 56.         |
| 44          | Magnus Cort       | 35.         |
| 45          | Mattias Skjelmose | 10.         |
| 46          | Michael Mørkøv    | 55.         |
| 47          | Mikkel Bjerg      | 92.         |
| 48          | Mikkel Honoré     | 15.         |

| Storbritannien GBR | Storbritannien GBR | Storbritannien GBR |
| ------------------ | ------------------ | ------------------ |
| Nr.                | Rytter             | Placering          |
| 49                 | Ben Swift          | 79.                |
| 50                 | Ben Tulett         | 14.                |
| 51                 | Ben Turner         | 100.               |
| 52                 | Connor Swift       | 103.               |
| 53                 | Ethan Hayter       | 9.                 |
| 54                 | Fred Wright        | 53.                |
| 55                 | Jake Stewart       | 102.               |
| 56                 | Luke Rowe          | DNF                |

| Colombia COL | Colombia COL               | Colombia COL |
| ------------ | -------------------------- | ------------ |
| Nr.          | Rytter                     | Placering    |
| 57           | Harold Tejada              | DNF          |
| 58           | Sebastián Molano           | DNF          |
| 59           | Nairo Quintana             | 66.          |
| 60           | Rodrigo Contreras          | DNF          |
| 61           | Sergio Higuita             | 31.          |
| 62           | Wilson Estiben Peña Molano | 93.          |

| Australien AUS | Australien AUS    | Australien AUS |
| -------------- | ----------------- | -------------- |
| Nr.            | Rytter            | Placering      |
| 63             | Ben O'Connor      | DNF            |
| 64             | Heinrich Haussler | 67.            |
| 65             | Jai Hindley       | 49.            |
| 66             | Luke Plapp        | DNF            |
| 67             | Luke Durbridge    | DNF            |
| 68             | Michael Matthews  | 3.             |
| 69             | Nick Schultz      | 91.            |
| 70             | Simon Clarke      | 50.            |

| Italien ITA | Italien ITA         | Italien ITA |
| ----------- | ------------------- | ----------- |
| Nr.         | Rytter              | Placering   |
| 71          | Alberto Bettiol     | 8.          |
| 72          | Andrea Bagioli      | 46.         |
| 73          | Davide Ballerini    | 63.         |
| 74          | Edoardo Affini      | DNF         |
| 75          | Lorenzo Rota        | 13.         |
| 76          | Matteo Trentin      | 5.          |
| 77          | Nicola Conci        | 33.         |
| 78          | Samuele Battistella | 85.         |

| Schweiz SUI | Schweiz SUI      | Schweiz SUI |
| ----------- | ---------------- | ----------- |
| Nr.         | Rytter           | Placering   |
| 79          | Fabian Lienhard  | 89.         |
| 80          | Mauro Schmid     | 17.         |
| 81          | Silvan Dillier   | 38.         |
| 82          | Simon Pellaud    | 88.         |
| 83          | Stefan Bissegger | DNF         |
| 84          | Stefan Küng      | 20.         |

| Norge NOR | Norge NOR          | Norge NOR |
| --------- | ------------------ | --------- |
| Nr.       | Rytter             | Placering |
| 85        | Alexander Kristoff | 6.        |
| 86        | Anders Skaarseth   | 41.       |
| 87        | Andreas Leknessund | 94.       |
| 88        | Rasmus Tiller      | 16.       |
| 89        | Sven Erik Bystrøm  | 37.       |
| 90        | Tobias Foss        | 84.       |

| Tyskland GER | Tyskland GER     | Tyskland GER |
| ------------ | ---------------- | ------------ |
| Nr.          | Rytter           | Placering    |
| 91           | Georg Zimmermann | DNF          |
| 92           | Jannik Steimle   | 72.          |
| 93           | Jonas Koch       | DNF          |
| 94           | Miguel Heidemann | DNF          |
| 95           | Nico Denz        | DNF          |
| 96           | Nikias Arndt     | 52.          |

| Eritrea ERI | Eritrea ERI             | Eritrea ERI |
| ----------- | ----------------------- | ----------- |
| Nr.         | Rytter                  | Placering   |
| 97          | Amanuel Ghebreigzabhier | DNF         |
| 98          | Biniam Girmay           | 54.         |
| 99          | Henok Mulubrhan         | DNF         |
| 100         | Merhawi Kudus           | 69.         |
| 101         | Metkel Eyob             | DNF         |
| 102         | Natnael Tesfatsion      | DNF         |

| USA USA | USA USA          | USA USA   |
| ------- | ---------------- | --------- |
| Nr.     | Rytter           | Placering |
| 103     | Keegan Swenson   | 73.       |
| 104     | Kyle Murphy      | DNF       |
| 105     | Magnus Sheffield | 78.       |
| 106     | Neilson Powless  | 18.       |
| 107     | Scott McGill     | 86.       |

| Portugal POR | Portugal POR    | Portugal POR |
| ------------ | --------------- | ------------ |
| Nr.          | Rytter          | Placering    |
| 108          | Ivo Oliveira    |              |
| 109          | João Almeida    |              |
| 110          | Nelson Oliveira |              |
| 111          | Rui Oliveira    |              |

| Sydafrika RSA | Sydafrika RSA | Sydafrika RSA |
| ------------- | ------------- | ------------- |
| Nr.           | Rytter        | Placering     |
| 112           | Daryl Impey   | 74.           |
| 113           | Gustav Basson | DNF           |
| 114           | Marc Pritzen  | DNF           |

| Canada CAN | Canada CAN        | Canada CAN |
| ---------- | ----------------- | ---------- |
| Nr.        | Rytter            | Placering  |
| 115        | Derek Gee         | DNF        |
| 116        | Matteo Dal-Cin    | DNF        |
| 117        | Nickolas Zukowsky | 36.        |
| 118        | Pier-André Côté   | DNF        |

| New Zealand NZL | New Zealand NZL | New Zealand NZL |
| --------------- | --------------- | --------------- |
| Nr.             | Rytter          | Placering       |
| 119             | James Fouché    |                 |

| Polen POL | Polen POL             | Polen POL |
| --------- | --------------------- | --------- |
| Nr.       | Rytter                | Placering |
| 120       | Łukasz Owsian         | 96.       |
| 121       | Maciej Bodnar         | DNF       |
| 122       | Stanisław Aniołkowski | 76.       |

| Tjekkiet CZE | Tjekkiet CZE   | Tjekkiet CZE |
| ------------ | -------------- | ------------ |
| Nr.          | Rytter         | Placering    |
| 123          | Jan Hirt       | DNF          |
| 124          | Michael Kukrle | 59.          |
| 125          | Zdeněk Štybar  | 42.          |

| Østrig AUT | Østrig AUT            | Østrig AUT |
| ---------- | --------------------- | ---------- |
| Nr.        | Rytter                | Placering  |
| 126        | Felix Gall            | 97.        |
| 127        | Sebastian Schönberger | 40.        |
| 128        | Tobias Bayer          | 62.        |

| Kasakhstan KAZ | Kasakhstan KAZ   | Kasakhstan KAZ |
| -------------- | ---------------- | -------------- |
| Nr.            | Rytter           | Placering      |
| 129            | Aleksej Lutsenko | 24.            |
| 130            | Vadim Pronskij   | DNF            |
| 131            | Jurij Natarov    | DNF            |

| Letland LAT | Letland LAT   | Letland LAT |
| ----------- | ------------- | ----------- |
| Nr.         | Rytter        | Placering   |
| 132         | Emīls Liepiņš | 58.         |

| Luxembourg LUX | Luxembourg LUX     | Luxembourg LUX |
| -------------- | ------------------ | -------------- |
| Nr.            | Rytter             | Placering      |
| 133            | Bob Jungels        | 45.            |
| 134            | Colin Heiderscheid | DNF            |
| 135            | Kevin Geniets      | 21.            |
| 136            | Luc Wirtgen        | 95.            |

| Ungarn HUN | Ungarn HUN    | Ungarn HUN |
| ---------- | ------------- | ---------- |
| Nr.        | Rytter        | Placering  |
| 137        | Attila Valter | 23.        |

| Ukraine UKR | Ukraine UKR         | Ukraine UKR |
| ----------- | ------------------- | ----------- |
| Nr.         | Rytter              | Placering   |
| 138         | Vitalii Novakowskyi | DNF         |
| 139         | Vitalij Buts        | DNF         |

| Argentina ARG | Argentina ARG     | Argentina ARG |
| ------------- | ----------------- | ------------- |
| Nr.           | Rytter            | Placering     |
| 140           | Eduardo Sepúlveda | 71.           |

| Slovakiet SVK | Slovakiet SVK | Slovakiet SVK |
| ------------- | ------------- | ------------- |
| Nr.           | Rytter        | Placering     |
| 141           | Juraj Sagan   | DNF           |
| 142           | Marek Čanecký | 65.           |
| 143           | Matúš Štoček  | 64.           |
| 144           | Peter Sagan   | 7.            |

| Mongoliet MGL | Mongoliet MGL           | Mongoliet MGL |
| ------------- | ----------------------- | ------------- |
| Nr.           | Rytter                  | Placering     |
| 145           | Bilguunjargal Erdenebat | DNF           |
| 146           | Jambaljamts Sainbayar   | DNF           |

| Japan JPN | Japan JPN       | Japan JPN |
| --------- | --------------- | --------- |
| Nr.       | Rytter          | Placering |
| 147       | Yukiya Arashiro | 39.       |

| Litauen LTU | Litauen LTU      | Litauen LTU |
| ----------- | ---------------- | ----------- |
| Nr.         | Rytter           | Placering   |
| 148         | Venantas Lašinis | DNF         |

| Sverige SWE | Sverige SWE       | Sverige SWE |
| ----------- | ----------------- | ----------- |
| Nr.         | Rytter            | Placering   |
| 149         | Tobias Ludvigsson | DNF         |

| Panama PAN | Panama PAN        | Panama PAN |
| ---------- | ----------------- | ---------- |
| Nr.        | Rytter            | Placering  |
| 150        | Bolivar Espinosa  | DNF        |
| 151        | Christofer Jurado | DNF        |

| Grækenland GRE | Grækenland GRE   | Grækenland GRE |
| -------------- | ---------------- | -------------- |
| Nr.            | Rytter           | Placering      |
| 152            | Geórgios Boúglas | DNF            |

| Marokko MAR | Marokko MAR      | Marokko MAR |
| ----------- | ---------------- | ----------- |
| Nr.         | Rytter           | Placering   |
| 153         | Achraf Ed Doghmy | DNF         |

| Israel ISR | Israel ISR | Israel ISR |
| ---------- | ---------- | ---------- |
| Nr.        | Rytter     | Placering  |
| 154        | Guy Sagiv  | DNF        |

| Usbekistan UZB | Usbekistan UZB      | Usbekistan UZB |
| -------------- | ------------------- | -------------- |
| Nr.            | Rytter              | Placering      |
| 155            | Muradjan Halmuratov | DNF            |

| Tyrkiet TUR | Tyrkiet TUR   | Tyrkiet TUR |
| ----------- | ------------- | ----------- |
| Nr.         | Rytter        | Placering   |
| 156         | Mustafa Sayar | DNF         |

| Brasilien BRA | Brasilien BRA   | Brasilien BRA |
| ------------- | --------------- | ------------- |
| Nr.           | Rytter          | Placering     |
| 157           | Nícolas Sessler | DNF           |

| Rwanda RWA | Rwanda RWA      | Rwanda RWA |
| ---------- | --------------- | ---------- |
| Nr.        | Rytter          | Placering  |
| 158        | Eric Manizabayo | DNF        |
| 159        | Moïse Mugisha   | DNF        |

| Thailand THA | Thailand THA             | Thailand THA |
| ------------ | ------------------------ | ------------ |
| Nr.          | Rytter                   | Placering    |
| 160          | Peerapol Chawchiangkwang | DNF          |
| 161          | Sarawut Sirironnachai    | DNF          |

| Serbien SRB | Serbien SRB | Serbien SRB |
| ----------- | ----------- | ----------- |
| Nr.         | Rytter      | Placering   |
| 162         | Ognjen Ilić | DNF         |

| Hongkong HKG | Hongkong HKG  | Hongkong HKG |
| ------------ | ------------- | ------------ |
| Nr.          | Rytter        | Placering    |
| 163          | Choi Hiu Fung | DNF          |

| Kina CHN | Kina CHN           | Kina CHN  |
| -------- | ------------------ | --------- |
| Nr.      | Rytter             | Placering |
| 164      | Bieken Nazaerbieke | DNF       |
| 165      | Lyu Xianjing       | DNF       |

| Sydkorea KOR | Sydkorea KOR  | Sydkorea KOR |
| ------------ | ------------- | ------------ |
| Nr.          | Rytter        | Placering    |
| 166          | Jang Kyung-gu | DNF          |

| Monaco MON | Monaco MON     | Monaco MON |
| ---------- | -------------- | ---------- |
| Nr.        | Rytter         | Placering  |
| 167        | Antoine Berlin | DNF        |

| Malta MLT | Malta MLT      | Malta MLT |
| --------- | -------------- | --------- |
| Nr.       | Rytter         | Placering |
| 168       | Daniel Bonello | DNF       |

| Vatikanstaten VAT | Vatikanstaten VAT | Vatikanstaten VAT |
| ----------------- | ----------------- | ----------------- |
| Nr.               | Rytter            | Placering         |
| 169               | Rien Schuurhuis   | DNF               |